# 杜矢甲
杜矢甲（1915年—1999年），原名杜刚，男，回族，北京人，中国男低音歌唱家、作曲家，曾任中国音乐家协会理事。